# Steinitzsteg
Der Steinitzsteg, vorher Nordsteg, ist eine Brücke über die Donau und die Neue Donau in Wien und verbindet die Bezirke Brigittenau und Floridsdorf. Die 1995 fertiggestellte 875 m lange Brücke wurde im Jahr 1996 als Behelfsbrücke mit zwei Fahrstreifen für die Generalsanierung der Nordbrücke genutzt und danach für den Fußgänger- und Radverkehr freigegeben.  Der Steg wurde vom Wiener Architekten Johann Georg Gsteu entworfen und 2009 nach Schachweltmeister Wilhelm Steinitz benannt, zu dessen Ehren an seinem 110. Todestag im Sommer 2010 eine erklärende Tafel an der Brücke angebracht wurde.
Während der Generalsanierung der Nordbrücke im Jahre 1996 wurden jeweils zwei Fahrstreifen über den Nordsteg umgeleitet. 1997 wurde die Brücke gereinigt und für den Fußgänger- und Fahrradverkehr vorbereitet, sie kann aber mit geringem Aufwand jederzeit wieder für die Umleitung des Kfz-Verkehrs hergerichtet werden. Von 2028 bis 2031 ist erneut eine Generalsanierung der Nordbrücke geplant, der Steg soll dann wieder als Ausweichroute für gesperrte Autospuren genutzt werden.
Vor Errichtung des Stegs standen auf der Nordbrücke zwei schmale, heute nicht mehr bestehende, Gehwege für den Fußgängerverkehr zur Verfügung. Eine Radwegverbindung über die Donau gab es vor Errichtung des Stegs in diesem Bereich nicht.

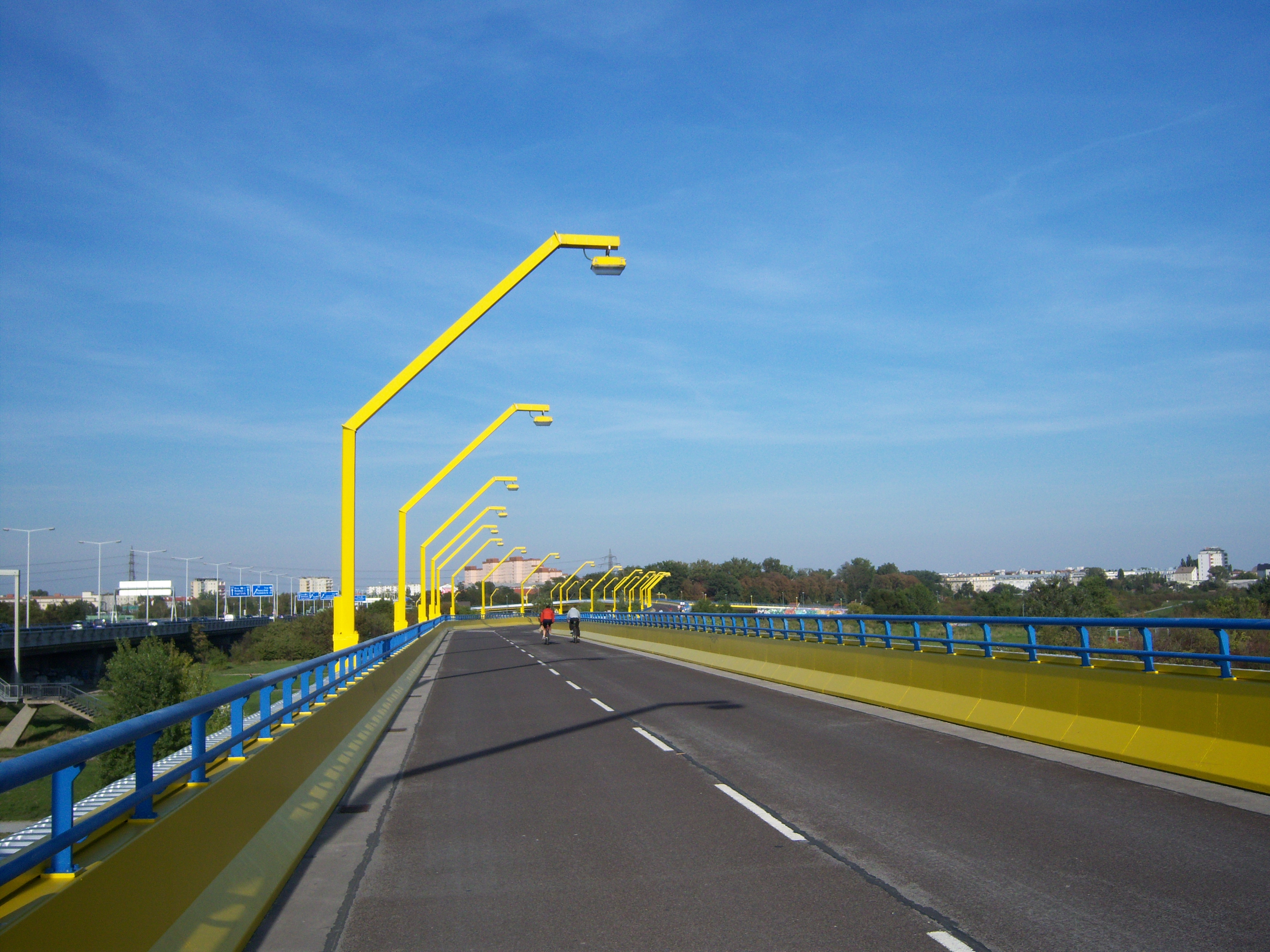

## Bauwerk
Der Steinitzsteg verläuft flussabwärts der Nordbrücke. Er überquert zuerst mit einer Stahlbetonbrücke den Handelskai und die Gleise der Donauuferbahn, danach überquert er ungefähr parallel zur Nordbrücke in 40 m Abstand die Donau mit einem 411 m langen Hohlkasten aus Stahl mit trapezförmigem Querschnitt. Die Donauinsel wird mit einer weiteren Stahlbetonbrücke überquert, die mit einer Abfahrt an die Wege auf der Insel angeschlossen ist. Die Neue Donau und der Hubertusdamm werden wiederum mit einem Stahlhohlkasten überquert, der in einer Krümmung von 700 m Radius liegt. Die von der Nordbrücke am weitesten entfernte Stelle des Steges liegt etwa 80 m von ihr entfernt. Die von der Nordbrücke zur Donauuferautobahn A22 führende Rampe wird mit einer Rahmenbrücke überquert. Daran schließt sich die Stahlbetonbrücke an, die die Autobahn selbst überquert.